# COLOR*IZ
『COLOR*IZ』（カラーライズ）は、女性アイドルグループIZ*ONEの1stミニアルバム。2018年10月29日にStone Music Entertainment、GENIE MUSICから発売された。

## 概要
本作は2018年6月から8月まで日本・韓国など11か国で放送された公開オーディション番組『PRODUCE 48』のオーディションで選ばれた12人によるグループ「IZ*ONE」のデビューミニアルバムとしてリリースされた。
タイトル「COLOR*IZ」は「彩色する」という意味を持つ英単語「Colorize」と同一の発音を活用したものとなっている。タイトル曲の「La Vie en Rose（ラヴィアンローズ）」はフランス語で「バラ色の人生」を意味し、IZ*ONEの熱情であなたと私、そして私達全てを「バラ色の人生」にしてあげるという意味が込められている。また、エレクトロニック・ダンス・ミュージックの一種である「ムーンバートン」の要素が取り入れられている 。収録曲の中には、『PRODUCE 48』デビュー評価曲アルバム『PRODUCE 48 - FINAL』に収録されている3曲と『PRODUCE 48』テーマ曲「NEKKOYA (PICK ME)」が「IZ*ONE」ヴァージョンとして再録された。
デビュー日である2018年10月29日にはデビューコンサート「IZ*ONE ‘COLOR*IZ’ SHOW-CON」が開催され、その様子はMnetやYouTubeなどで全世界に配信された。

## 収録曲
| #         | タイトル                                                 | 作詞                    | 作曲                                  | 編曲                   | 時間  |
| --------- | -------------------------------------------------------- | ----------------------- | ------------------------------------- | ---------------------- | ----- |
| 1.        | 「아름다운 색」(美しい色 / Colors)                       | テンゾー、Kebee、Fixman | テンゾー、Fixman                      | テンゾー、Fixman、MUNA | 3:38  |
| 2.        | 「O' My!」                                               | HSND                    | HSND                                  | HSND                   | 3:23  |
| 3.        | 「라비앙로즈」(La Vie en Rose)                           | MosPick                 | MosPick                               | MosPick                | 3:39  |
| 4.        | 「비밀의 시간」(秘密の時間 / Memory)                     |                         | BOOMBASTIC                            | BOOMBASTIC             | 3:22  |
| 5.        | 「앞으로 잘 부탁해 (We Together)」(IZ*ONE ver.)          | BUMZU、ベクホ（NU'EST） | BUMZU、PRISMFILTER                    | PRISMFILTER            | 3:46  |
| 6.        | 「반해버리잖아? (好きになっちゃうだろう?)」(IZ*ONE ver.) | 秋元康                  | 早川博隆、Belex                       | 早川博隆、Belex        | 4:09  |
| 7.        | 「꿈을 꾸는 동안 (夢を見ている間)」(IZ*ONE ver.)         | 秋元康                  | イギヨンベ                            | イギヨンベ             | 3:28  |
| 8.        | 「내꺼야 (PICK ME) (IZ*ONE ver.)」(CD盤のみの収録)       | PRODUCE 48              | Flow Blow、airair、Louise Frick Sveen | Flow Blow、airair      | 3:28  |
| 合計時間: | 合計時間:                                                | 合計時間:               | 合計時間:                             | 合計時間:              | 28:53 |

## チャート成績

### 韓国
HANTEOチャート基準で2018年10月29日（発売日）の1日だけで34,000枚以上の売上を記録し、アルバム初動としては『PRODUCE 101』シーズン1から誕生した「I.O.I」のデビューアルバム『Chrysalis』（2016年）の28,400枚を超える数字となった。また、週間では80,822枚を記録し、K-POPガールズグループのデビューアルバム初動枚数としては歴代最高の記録となった（2019年4月現在）。
音源チャートではBugsのリアルタイムチャート1位、Mnetで6位、genieは8位、MelOnでは9位、NAVERミュージックでは10位にランクインした。
Gaon週間アルバムチャートでは2位、MelOn週間アルバムチャートでは16位にチャートインした。
音楽番組では2018年11月8日放送の『M COUNTDOWN』（Mnet）、同年11月13日・11月20日放送の『THE SHOW』（SBS MTV）で1位を獲得した。

### 日本・その他
日本ではオリコン総合アルバム週間チャート、デジタル週間チャートで初登場1位にランクインした。
iTunes総合アルバムチャートでは日本、台湾、香港、イスラエル、マレーシア、フィリピン、シンガポール、タイ、ベトナム、インドネシア、チリ、アルゼンチンの計12か国でリアルタイムで1位にランクイン、2018年11月10日付米ビルボードワールドアルバムチャートにて初登場9位にランクインした。
| 日本             | 1   | 1   | 1  |
| 香港             | 2   | 1   | 1  |
| 台湾             | 3   | 2   | 1  |
| 中国             | 15  | -   | -  |
| タイ             | 1   | 1   | 1  |
| インドネシア     | 2   | 1   | 1  |
| マレーシア       | 2   | 1   | 1  |
| フィリピン       | 3   | 1   | 1  |
| シンガポール     | 2   | 1   | 1  |
| ベトナム         | 2   | 1   | 1  |
| インド           | -   | 4   | 4  |
| アメリカ合衆国   | -   | 26  | 18 |
| カナダ           | -   | 47  | 37 |
| イギリス         | -   | 26  | 39 |
| フランス         | -   | 42  | 18 |
| イタリア         | -   | 180 | -  |
| ドイツ           | -   | 63  | -  |
| スペイン         | 69  | 28  | 31 |
| ポルトガル       | -   | 5   | 9  |
| ノルウェー       | 118 | -   | 12 |
| アイルランド     | -   | 16  | 17 |
| ベルギー         | -   | 67  | 20 |
| ロシア           | -   | 24  | 21 |
| メキシコ         | -   | 28  | 18 |
| アルゼンチン     | -   | 1   | 1  |
| チリ             | 23  | -   | 1  |
| ブラジル         | 34  | 6   | -  |
| ペルー           | 33  | -   | -  |
| オーストラリア   | 140 | 21  | 17 |
| ニュージーランド | 103 | 6   | -  |
| イスラエル       | -   | 1   | 1  |
| サウジアラビア   | 58  | -   | -  |
| アラブ首長国連邦 | 157 | -   | -  |
| トルコ           | -   | 22  | -  |